# PolyGram
PolyGram — компания, к моменту её расформирования входившая в «Большую шестёрку» лейблов звукозаписи.

## История
PolyGram был создан компанией Philips в 1972 путём слияния Polydor с Phonogram International. Компания постоянно росла вплоть до 1990-х годов, на протяжении которых Philips докупил такие лейблы, как Island Records, Motown, A&M Records, Def Jam. Музыкальный бизнес PolyGram, куда все эти лейблы входили, имел коллективное название «PolyGram Music Group».
В 1998 Philips продал PolyGram за 10,4 миллиарда долларов тогдашнему владельцу Universal Music Group, компании по производству алкогольных напитков Seagram, которая в следующем же году объединила его и ещё несколько лейблов в Universal Music Group.
К моменту своей продажи в 1998 году бизнес PolyGram, включавший как музыку, так кино, оценивался в 5 миллиардов долларов, однако компания переживала не лучшие времена. Когда в июле 1997 года Island Records объявили об увольнении 12 сотрудников в попытке улучшить финансовое положение, Los Angeles Times сообщили, что из сублейблов PolyGram дела идут отлично только у Mercury Records, у других же продажи либо не растут, либо падают.
Компания входила в так называемую «Большую шестёрку» лейблов звукозаписи, после её исчезновения ставшую «Большой пятёркой», в 2004 году, после слияния Sony и BMG, ставшую «Большой четвёркой», а после приобретения EMI компанией Universal Music Group — «Большой тройкой».

## Выборочный список подлейблов
- A&M Records
- Decca Records
- Def Jam Recordings
- Fontana Records
- Island Records
- London Records
- Mercury Records
- Philips Records
- Polydor Records